# Alfa Pictoris
Alfa Pictoris (α Pictoris / α Pic) è la stella più brillante della costellazione del Pittore. Ciononostante è meno conosciuta di β Pictoris, la cui fama è legata al fatto di possedere un disco circumstellare attorno ad essa. Di magnitudine apparente +3,24, dista 99 anni luce dal sistema solare.

## Caratteristiche fisiche
Alfa Pictoris è una subgigante bianca di classe spettrale A7IV, che sta esaurendo l'idrogeno da trasformare in elio nel suo nucleo.
Ha una luminosità pari ad 35 volte quella del Sole ed una temperatura superficiale di circa 8000 K. La massa della stella è di circa 2,2 masse solari, mentre il raggio è 3 volte quella solare. Ruota velocemente su se stessa (205 km/s), 100 volte più veloce del Sole, impiegando meno di 18 ore a compiere una rotazione.
Dati che provengono dal satellite Hipparcos indicano che la stella potrebbe essere una binaria non ancora risolta nelle sue componenti.